# Rudolph Otto von Budritzki

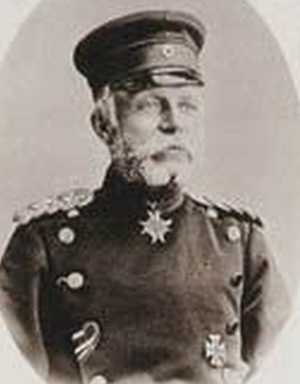
Rudolph Otto von Budritzki

Rudolph Otto von Budritzki (* 17. Oktober 1812 in Berlin; † 15. Februar 1876 ebenda) war ein preußischer General der Infanterie.

## Leben

### Herkunft
Er war der Sohn des preußischen Oberstleutnants Ludwig von Budritzki (1770–1820) und dessen Ehefrau Charlotte, geborene Wißmann (1782–1842).

### Militärkarriere
Budritzki trat am 13. August 1830 nach seiner Zeit im Kadettenkorps in Potsdam und Berlin als Sekondeleutnant in das Kaiser Alexander Grenadier-Regiment der Preußischen Armee ein und wurde am 1. Januar 1840 zum Bataillonsadjutant ernannt. In dieser Stellung am 26. September 1844 zum Premierleutnant befördert, nahm er während der Revolution 1848 an den Straßenkämpfen in Berlin, sowie im gleichen Jahr im Feldzug gegen Dänemark am Gefecht bei Schleswig teil. Mit seiner Beförderung zum Hauptmann am 14. Dezember 1848 wurde Budritzki zum Kompaniechef ernannt. Als solcher zeichnete er sich durch persönliche Tapferkeit im Straßenkampf 1849 in Dresden aus. Er führte selbst den Angriff auf das befestigte Hotel de Rome am Neumarkt und sprang als Erster durch ein Fenster im Erdgeschoss, nachdem sich die Tür nicht öffnen ließ.
Die Beförderung zum Major erhielt Budritzki im Mai 1856, Oberstleutnant wurde er 1860. Im Jahr darauf erfolgt die Ernennung zum Kommandeur des Herzoglich Sachsen-Coburg-Gothaischen Regimentes. 1864 erfolgte seine Ernennung zum Kommandeur des 4. Garde-Grenadier-Regiments „Königin“. Er nahm an Krieg gegen Dänemark teil, wo ihm und seinem Garderegiment die besondere Aufmerksamkeit des Königs, und insbesondere der Königin Augusta zukam. Für die Verwundeten des Krieges erhielt er „ein Geschenk von eintausend Thalern zur geeigneten Verwendung entweder zu einem Stiftungsfonds oder zur theilweisen Vertheilung unter die Verwundeten und die Familien der auf dem Felde der Ehre Gefallenen“. Dabei war sein Regiment überhaupt nicht aktiv an den Kämpfen beteiligt gewesen.
Am 18. April 1865 übernahm er das Kaiser Alexander Garde-Grenadier-Regiment Nr. 1, in dem er seine Karriere begonnen hatte. Im Deutschen Krieg 1866, inzwischen zum Generalmajor befördert, führte er die 3. Garde-Infanterie-Brigade unter anderem in der Schlacht von Königgrätz.
Im Krieg 1870 war er als Generalleutnant Kommandeur der 2. Garde-Infanterie-Division. Mit diesem Großverband kämpfte er in der Schlacht bei Gravelotte und erfolgreich bei Sedan, bevor das Gardekorps vor Paris verlegt wurde. Hier führte er am 30. Oktober 1870 den erfolgreichen Gegenangriff in der Schlacht von Le Bourget. In dieser Schlacht trug er persönlich die Fahne des II. Bataillons im 3. Garde-Grenadier-Regiment „Königin Elisabeth“, diese Szene wurde in mehreren Bildern und Postkarten dargestellt. Für seinen Einsatz in dieser Schlacht wurde er am 1. November 1870 mit dem Orden Pour le Mérite ausgezeichnet.
Nach dem Krieg war Budritzki 1871 auch Mitglied der Kommission zur Beratung des Militärstrafgesetzbuches für das Deutsche Reich. Im Frühjahr 1875 erkrankte er und kurte in Wiesbaden sowie auf Norderney. Da keine Besserung eintrat, reichte Budritzki seinen Abschied ein und wurde am 28. Oktober 1875 unter Verleihung des Charakters als General der Infanterie mit Pension zur Disposition gestellt. Gleichzeitig stellte man ihn à la suite des Kaiser-Alexander-Garde-Grenadier-Regiments Nr. 1.
Er wurde nach seinem Tod am 19. Februar 1876 auf dem Berliner Invalidenfriedhof beigesetzt.

### Familie
Budritzki hatte sich am 17. Oktober 1845 in Berlin mit Therese von Tresckow-Dölzig (1826–1874), jüngste Tochter des Gutsherrn August Bernhard Karl von Tresckow (1782–1836) auf Dölzig und seiner zweiten Ehefrau Alwine Clamann (1792–1828), verheiratet. Aus der Ehe von Therese Agnes und Rudolph Otto gingen vier Töchter und der Sohn Ferdinand (* 1853), hervor, der ebenfalls die Offizierslaufbahn in der Preußischen Armee einschlug.